# 26734 Terryfarrell
26734 Terryfarrell è un asteroide della fascia principale. Scoperto nel 2001, presenta un'orbita caratterizzata da un semiasse maggiore pari a 2,5248207 UA e da un'eccentricità di 0,1251928, inclinata di 9,56964° rispetto all'eclittica.
L'asteroide è dedicato alla omonima attrice e modella.